# 古塔区
古塔区是辽宁省锦州市下辖的一个市辖区。

## 行政区划
古塔区下辖5个街道办事处：
石油街道、敬业街道、保安街道、古城街道和士英街道。

## 人口
根據第七次人口普查數據，截至2020年11月1日零時，古塔區常住人口為252209人。

## 交通
- 朝凌高速铁路：锦州北站